# قصف سريبرينيتشا (12 أبريل 1993)
في 12 أبريل 1993 شن جيش جمهورية صرب البوسنة هجوم بالمدفعية على مدينة سريبرينيتشا شرقي البوسنة والهرسك خلف 56 قتيل و73 جريح خطير من بينهم 14 طفل قتلوا في ملعب مدرسة. جاء الهجوم بعد تعليق محادثات وقف إطلاق النار قبل ساعات من قيام الناتو بتنفيذ منطقة حظر جوي وفقا لقرار الأمم المتحدة. وكان مسؤولو جيش جمهورية صرب البوسنة قد أبلغوا ممثلي المفوضية السامية للأمم المتحدة لشؤون اللاجئين في وقت سابق أن جيش جمهورية صرب البوسنة سيقصف المدينة في غضون يومين ما لم تستسلم.

## الخلفية

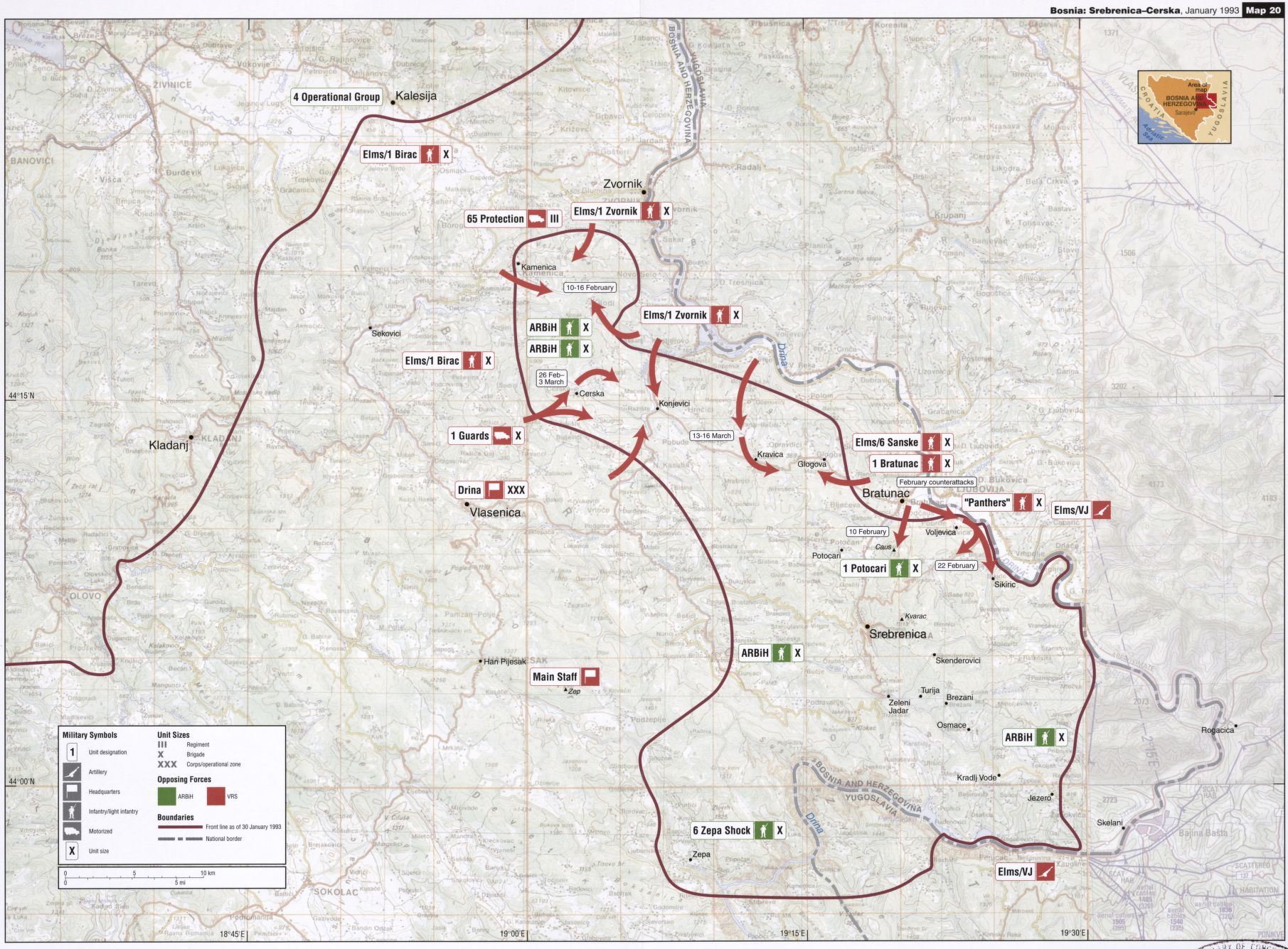
ساحة معركة شرق البوسنة في يناير 1993.

كانت سربرينيتسا جيب بوسني مسلم (بوشناقي). كانت في موقع ضعيف يسهل استهدافها بالمدفعية. اجتاح جيش جمهورية صرب البوسنة المدينة في أبريل 1992 ثم استعادها مسلمون غير نظاميين في مايو. كانت نقطة انطلاق لنشاط حرب العصابات الإسلامية ضد المستوطنات الصربية في الجزء الشرقي من البوسنة والهرسك خلال شتاء 1992-1993. أغضبت غارات المسلمين على المستوطنات الصربية جيش جمهورية صرب البوسنة ودعتهم إلى شن هجمات انتقامية. هاجمت القوات البوسنية المسلمة قرية كرافيكا الصربية في يناير 1993. رد جيش جمهورية صرب البوسنة بهجوم مضاد حيث استولى على كونييفيتش بوليي وسيرسكا وقطع الرابط بين سريبرينيتشا - سيبا وقلص مساحة جيب سريبرينيتشا إلى 150 كيلومتر مربع. تم تطهير الآلاف من اللاجئين المسلمين من المستوطنات المحيطة الذين توافدوا على المدينة نائمين في العراء. تضخم عدد السكان إلى 50-60.000. منع جيش جمهورية صرب البوسنة قوافل الإغاثة من دخول البلدة. ووردت أنباء عن أعمال إرهابية ارتكبها الجانبان في الأشهر التي أعقبت يناير.
كان قائد قوة الأمم المتحدة للحماية فيليب موريلون قد وعد سكان البلدة في 12 مارس 1993 بأنهم تحت حماية الأمم المتحدة وأنه «لن يتخلى عنهم أبدا». أغضبت هذه الخطوة رؤسائه لكنها جعلت منه بطلا في سريبرينيتشا. كان قد احتجز كرهينة من قبل المواطنين المسلمين حتى وعد بجلب الأمن. عاش السكان تحت ظروف الحصار. بين مارس وأبريل تم إجلاء 8000-9000 مسلم بوسني من المدينة من قبل المفوضية السامية للأمم المتحدة لشؤون اللاجئين. وعارضت الحكومة البوسنية المسلمة عمليات الإجلاء لأنها ساهمت في «التطهير العرقي» للمنطقة.
في بداية أبريل 1993 أمر صرب البوسنة والهرسك من خلال مفوضية شؤون اللاجئين باستسلام الحكومة البوسنية في غضون 48 ساعة. طلبوا أن تساعد قوات الأمم المتحدة جيش جمهورية صرب البوسنة (بقيادة راتكو ملاديتش) من خلال إخلاء ونزع سلاح أكثر من 60 ألف شخص في الجيب.

## القصف
في 12 أبريل 1993 أدى هجوم مدفعي تابع لجيش جمهورية صرب البوسنة على قصفين قصيرين على سريبرينيتشا إلى مقتل 56 شخص بينهم أطفال وإصابة 73 بجروح خطيرة. سقطت القذائف على شوارع المدينة المكتظة بالسكان. تم العثور على 14 جثة لأطفال في ملعب كرة قدم تابع لمدرسة الذي أصيب بقذيفة حوالي الساعة 3 مساء وفقا لمنظمة هيومن رايتس ووتش. كان هناك ما مجموعه 15 ضحية من المدنيين في الملعب وفقا للمحكمة الجنائية الدولية ليوغوسلافيا السابقة.
جاء الهجوم بعد تعليق محادثات وقف إطلاق النار قبل ساعات من قيام الناتو بتنفيذ منطقة حظر طيران وفقا لقرار مجلس الأمن رقم 781. وكان جيش جمهورية صرب البوسنة قد أبلغ ممثلي المفوضية في وقت سابق أنهم سيهاجمون بلدة سريبرينيتشا في غضون يومين ما لم تستسلم. تعليق صرب البوسنة والهرسك للمحادثات وقصف المدينة «بدا عمل متعمد ونوايا سياسية». ذكرت الأمم المتحدة في البداية أن القصف كان رد على هجوم إسلامي لكنها تراجعت فيما بعد عن البيان لعدم وجود دليل على اعتداء إسلامي. تم انتقاد طريقة عمل قوة الأمم المتحدة للحماية باعتبارها غير فعالة.

## روايات الشهود
أجرى الصحفي الأمريكي تشاك سوديتيك مقابلة مع طبيب الجيش البوسني نيدريت مويكانوفيتش الذي أودى بحياة 36 شخص في الموقع وإصابة 102 بجروح خطيرة في الملعب وقد عالجهم. قال: «كان الناس يجلسون أمام المدرسة». «كان الأطفال يلعبون كرة القدم وغيرها من الألعاب. في أقل من دقيقة واحدة سقطت سبعة صواريخ من قاذفة صواريخ متعددة في منطقة تبلغ مساحتها نصف ملعب كرة قدم». وادعى أن جيش جمهورية صرب البوسنة على علم بوجود مخيم للاجئين في المدرسة وأنهم وجهوا نيرانهم نحو ذلك الموقع.

## العواقب والإرث

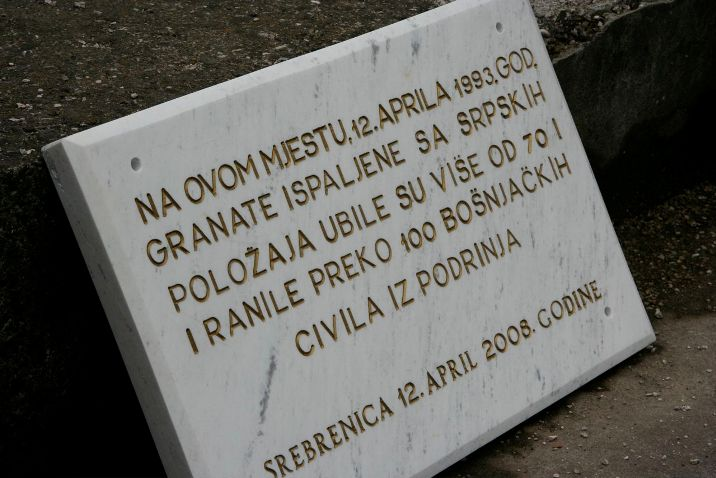
النصب التذكاري لمذبحة الأطفال في سريبرينيتشا.

في 16 أبريل أعلنت الأمم المتحدة سريبرينيتشا منطقة آمنة ووضعت أيضا جيبا سيبا وغورايد تحت حماية الأمم المتحدة.
صورة لصبي ملطخ بالدماء وأعمى ملقى على نقالة سيد بكريش تم بثه على نطاق واسع وظهر على الغلاف الأمامي لمجلة نيوزويك. طبعت كلمة البوسنة والهرسك على صدر سيد المصاب. بعد رؤيته على شبكة سي إن إن دفع زوجان ثريان من أصل كرواتي ثمن موقعه وإجلائه.
وقد أُدرج الحادث في النقطة 26 («قصف التجمعات المدنية») في لائحة الاتهام الأولية الصادرة عن المحكمة الجنائية الدولية ليوغوسلافيا السابقة في 24 يوليو 1995 ضد قائدي صرب البوسنة والهرسك رادوفان كاراديتش وراتكو ملاديتش. تم سرد 15 ضحية من المدنيين في ملعب سريبرينيتشا.
تم ذكر الحادثة أيضا في رواية أمير سولياييتش الشخصية عن حصار وسقوط سريبرينيتشا وهي بطاقات بريدية من القبر.